# Уорд, Дин
Дин Мартин Уорд (англ. Dean Martin Ward, 30 июня 1963, Портсмут, Англия) — британский бобслеист, разгоняющий, выступавший за сборную Великобритании с 1991 года по 2002-й. Участник трёх зимних Олимпийских игр, бронзовый призёр Нагано.

## Биография
Дин Уорд родился 30 июня 1963 года в городе Портсмут, Англия. Выступать в бобслее на профессиональном уровне начал находясь на службе в парашютных войсках британской армии, с самого начала присоединился к команде пилота Шона Олссона и стал показывать неплохие результаты. Благодаря череде успешных выступлений был приглашён в национальную сборную в качестве разгоняющего защищать честь страны на Олимпийских играх 1994 года в Лиллехаммере, однако не смог попасть там на призовые позиции, заняв в зачёте четвёрок лишь восьмое место.
Вскоре команда Олссона выбилась в сборной на лидирующие позиции, к ней примкнули ведущие британские бобслеисты. В 1998 году их команда поехала на Олимпийские игры в Нагано, где в программе четырёхместных экипажей им удалось добраться до третьего места и завоевать тем самым бронзовые медали, которые пришлось разделить со сборной Франции, показавшей точно такое же время. С 1964 года это первая медаль Великобритании в бобслее, выигранная на Олимпийских играх.
Лучший результат на чемпионатах мира Дин Уорд показал в 1997 году, когда приехал четвёртым. Уорд выступал в бобслее вплоть до начала 2000-х годов, но уже менее успешно, не добившись сколько-нибудь значимых достижений. Так, в 2002 году он ездил на Олимпийские игры в Солт-Лейк-Сити, однако занял со своей четвёркой лишь одиннадцатое место. После окончания карьеры профессионального спортсмена продолжил работу в сборной в качестве тренера.